# Professions et catégories socioprofessionnelles en France
Pour les articles homonymes, voir CSP.
Les professions et catégories socioprofessionnelles (acronyme, PCS) sont une nomenclature statistique française permettant de classer les métiers. Elle a été créée par l’Institut national de la statistique et des études économiques (Insee) en 1954 sous le nom de catégories socio-professionnelles (acronyme, CSP). Elle a ensuite été refondue en 1982, prenant son nom actuel à cette occasion, puis révisée en 2003, 2017 et 2020. La PCS est une nomenclature statistique sans valeur contraignante.
Elle est organisée en quatre niveaux emboîtés qui, dans la version en vigueur actuellement (PCS 2020), comptent 6 groupes socioprofessionnels, 29 catégories, 121 professions regroupées et  311 professions. Au niveau le plus détaillé, la profession est définie comme le métier exercé par une personne, c’est-à-dire ce qu’elle fait à son poste de travail et la situation sociale liée à son emploi :
- Son statut : indépendant ou salarié. Pour les non-salariés, on distingue les indépendants sans salariés et les employeurs ;
- Sa position hiérarchique ou son grade ;
- La nature de son employeur : privé ou public ;
- La qualification (pour les salariés) ;
- L’importance de l’entreprise (pour les non-salariés) ;
- L’activité économique : agricole, artisanale, industrielle ou tertiaire.

En plus des groupes d’actifs, la nomenclature comporte un groupe pour classer les retraités et un groupe pour classer les autres inactifs et les personnes n’ayant jamais travaillé. Les chômeurs sont classés parmi les catégories d’actifs mais sont classés en fonction de leur dernière profession.
Lors des révisions de 2003, 2017 et 2020, les catégories et les groupes socioprofessionnels sont restés les mêmes que dans la nomenclature de 1982.

## Création de la nomenclature des PCS
La nomenclature socioprofessionnelle résulte d’une longue évolution spécifique à la France. « Cela lui confère un aspect en apparence disparate » comme le reconnaissent eux-mêmes Alain Desrosières et Laurent Thévenot, administrateurs à l’Insee, qui ont largement contribué à l’élaboration de la nomenclature.
La structure de la PCS ne repose pas sur une logique simple mais sur la synthèse de plusieurs aspects comme une division en métiers, une décomposition en classes sociales, une grille de qualifications, une hiérarchie d’aptitudes, une échelle de statuts ou encore un découpage en milieux regroupant des personnes proches par leurs comportements sociaux.
C’est l’histoire de la façon dont les statisticiens ont enregistré les professions qui permet d’expliquer la structure actuelle de la PCS.
| CSP – 1954 Insee : Porte 8 groupes socioprofessionnels | PCS – 1982 Insee : Desrosières, Goy et Thévenot 6 groupes socioprofessionnels |
| --- | --- |
| 0. Agriculteurs exploitants 1. Salariés de l’agriculture 2. Patrons de l’industrie et du commerce 3. Professions libérales et cadres supérieurs 4. Cadres moyens 5. Employés 6. Ouvriers 7. Personnels de services 8. Autres catégories | 1. Agriculteurs exploitants 2. Artisans, commerçants et chefs d’entreprise 3. Cadres et professions intellectuelles supérieures 4. Professions Intermédiaires 5. Employés 6. Ouvriers |

### Métiers et transmission familiale
Sous l’Ancien Régime, c’est l’organisation par métier qui prédomine. Le vocabulaire employé en 1800 est issu des corporations et les individus sont classés suivant l’origine de leur revenu :
- propriétaires terriens ;
- employés de l’État ;
- maîtres, compagnons, médecins, hommes de loi…, qui tirent leur revenu d’un savoir-faire acquis durant un apprentissage ;
- hommes de peine, domestiques et journaliers, qui forment une catégorie de personnes à part, employées par les précédentes.

À cette époque, la distinction entre activité individuelle (ou « profession ») et activité collective (ou « secteur d’activité ») n’existe pas vraiment. Les structures de travail sont plus petites et souvent familiales. On assimile alors le « boucher » à la « boucherie » alors qu’aujourd’hui ces deux notions font l’objet de nomenclatures distinctes : la PCS pour la profession et la NAF pour l’activité.

### Distinction entre patrons et salariés
Au long du XIXe siècle, l’industrialisation se développe et les grandes entreprises se substituent en partie à la petite production. Le droit du travail prend forme. Une définition bien codifiée du salariat émerge vers la fin du siècle. On commence à classer les travailleurs en séparant les patrons de ceux qu’ils emploient : les salariés.
Il existe encore un groupe difficile à cerner : les isolés. Ils sont nombreux et correspondent à peu près aux indépendants sans salarié de nos jours. Leur statut se situe à la frontière entre le salariat et le non-salariat — par exemple : à son compte mais n’ayant qu’un seul client. Voici comment étaient classés les travailleurs au début du XXe siècle :
- Personnel des établissements
  - Chefs
  - Employés
  - Ouvriers
- Isolés

### Hiérarchisation des salariés
En 1936, les représentants des syndicats de salariés (CGT) et de patrons (CGPF, équivalent du Medef aujourd’hui) se réunissent pour discuter des conditions de salaires dans tous les secteurs. Sous l’impulsion de l’industrie métallurgique, les conventions collectives de branches s’établissent entre patrons et syndicats d’une même activité. C’est au cours de ces négociations qu’apparaissent les grilles d’intitulés standardisés d’emplois et de niveaux de qualification pour les ouvriers.
En 1945, les comités d’entreprise font leur apparition dans les entreprises de plus de 50 salariés. Les délégués du personnel sont élus selon trois « collèges » : les ouvriers, les ETAM (employés, techniciens et agents de maitrise), et les cadres. Cela contribue à marquer les frontières entre des groupes de salariés de qualification plus ou moins grande.
Au même moment, apparaît le « Statut général de la fonction publique » qui précise les niveaux de formation qui définissent les catégories A, B, C et D des salariés de l’État.
Au milieu du XXe siècle, la nomenclature synthétise donc au moins trois concepts :
- la notion de corps de métier ;
- la séparation entre les chefs d’entreprise et leurs salariés ;
- la hiérarchisation du salariat basée sur la qualification.

La distinction entre fonctionnaires et salariés du privé existe depuis le début mais les nomenclatures successives n’en rendent pas systématiquement compte.

### De la nomenclature des CSP à la PCS
En 1954, Jean Porte, agent de l’Insee, met au point la nomenclature des catégories socioprofessionnelles (CSP) qui restera pendant presque 30 ans la grille d’analyse utilisée dans presque toutes les enquêtes menées en France. À l’occasion du recensement de 1982, la nomenclature est réorganisée, mais l’architecture d’ensemble reste la même. La nomenclature change de nom et devient la PCS : professions et catégories socioprofessionnelles.
Entre les deux nomenclatures, les salariés de l’agriculture ont été incorporés au groupe des ouvriers ; du personnel de service ont été intégrés au groupe des employés et les autres catégories (artistes, clergé, policiers et militaires) ont été réparties dans les groupes 3 à 6.

## Présentation générale de la PCS 2003

### Catégories et groupes socioprofessionnels
Le tableau suivant donne les correspondances entre catégories socioprofessionnelles (à droite) et groupes socioprofessionnels (à gauche). Il n’existe pas d’éclatement au niveau profession pour les deux groupes d’inactifs (7 et 8).
| Groupes socioprofessionnels (8 postes dont 6 pour les actifs) | Groupes socioprofessionnels (8 postes dont 6 pour les actifs) | Catégories socioprofessionnelles (42 postes dont 31 pour les actifs) | Catégories socioprofessionnelles (42 postes dont 31 pour les actifs)                 |
| ------------------------------------------------------------- | ------------------------------------------------------------- | -------------------------------------------------------------------- | ------------------------------------------------------------------------------------ |
| 1                                                             | Agriculteurs exploitants                                      | 11                                                                   | Agriculteurs sur petite exploitation                                                 |
| 1                                                             | Agriculteurs exploitants                                      | 12                                                                   | Agriculteurs sur moyenne exploitation                                                |
| 1                                                             | Agriculteurs exploitants                                      | 13                                                                   | Agriculteurs sur grande exploitation                                                 |
| 2                                                             | Artisans, commerçants et chefs d’entreprise                   | 21                                                                   | Artisan                                                                              |
| 2                                                             | Artisans, commerçants et chefs d’entreprise                   | 22                                                                   | Commerçant et assimilés                                                              |
| 2                                                             | Artisans, commerçants et chefs d’entreprise                   | 23                                                                   | Chefs d’entreprise de 10 salariés ou plus                                            |
| 3                                                             | Cadres et professions intellectuelles supérieures             | 31                                                                   | Professions libérales                                                                |
| 3                                                             | Cadres et professions intellectuelles supérieures             | 33                                                                   | Cadres de la fonction publique                                                       |
| 3                                                             | Cadres et professions intellectuelles supérieures             | 34                                                                   | Professeurs, professions scientifiques                                               |
| 3                                                             | Cadres et professions intellectuelles supérieures             | 35                                                                   | Professions de l’information, des arts et des spectacles                             |
| 3                                                             | Cadres et professions intellectuelles supérieures             | 37                                                                   | Cadres administratifs et commerciaux d’entreprise                                    |
| 3                                                             | Cadres et professions intellectuelles supérieures             | 38                                                                   | Ingénieurs et cadres techniques d’entreprise                                         |
| 4                                                             | Professions intermédiaires                                    | 42                                                                   | Professeurs des écoles, instituteurs et assimilés                                    |
| 4                                                             | Professions intermédiaires                                    | 43                                                                   | Professions intermédiaires de la santé et du travail social                          |
| 4                                                             | Professions intermédiaires                                    | 44                                                                   | Clergé, religieux                                                                    |
| 4                                                             | Professions intermédiaires                                    | 45                                                                   | Professions intermédiaires administratives de la fonction publique                   |
| 4                                                             | Professions intermédiaires                                    | 46                                                                   | Professions intermédiaires administratives et commerciales des entreprises           |
| 4                                                             | Professions intermédiaires                                    | 47                                                                   | Techniciens                                                                          |
| 4                                                             | Professions intermédiaires                                    | 48                                                                   | Contremaîtres, agents de maîtrise                                                    |
| 5                                                             | Employés                                                      | 52                                                                   | Employés civils et agents de service de la fonction publique                         |
| 5                                                             | Employés                                                      | 53                                                                   | Policiers et militaires                                                              |
| 5                                                             | Employés                                                      | 54                                                                   | Employés administratifs d’entreprise                                                 |
| 5                                                             | Employés                                                      | 55                                                                   | Employés de commerce                                                                 |
| 5                                                             | Employés                                                      | 56                                                                   | Personnels des services directs aux particuliers                                     |
| 6                                                             | Ouvriers                                                      | 62                                                                   | Ouvriers qualifiés de type industriel                                                |
| 6                                                             | Ouvriers                                                      | 63                                                                   | Ouvriers qualifiés de type artisanal                                                 |
| 6                                                             | Ouvriers                                                      | 64                                                                   | Chauffeurs                                                                           |
| 6                                                             | Ouvriers                                                      | 65                                                                   | Ouvriers qualifiés de la manutention, du magasinage et du transport                  |
| 6                                                             | Ouvriers                                                      | 67                                                                   | Ouvriers non qualifiés de type industriel                                            |
| 6                                                             | Ouvriers                                                      | 68                                                                   | Ouvriers non qualifiés de type artisanal                                             |
| 6                                                             | Ouvriers                                                      | 69                                                                   | Ouvriers agricoles                                                                   |
| 7                                                             | Retraités                                                     | 71                                                                   | Anciens agriculteurs exploitants                                                     |
| 7                                                             | Retraités                                                     | 72                                                                   | Anciens artisans, commerçants et chefs d’entreprise                                  |
| 7                                                             | Retraités                                                     | 74                                                                   | Anciens cadres                                                                       |
| 7                                                             | Retraités                                                     | 75                                                                   | Anciennes professions intermédiaires                                                 |
| 7                                                             | Retraités                                                     | 77                                                                   | Anciens employés                                                                     |
| 7                                                             | Retraités                                                     | 78                                                                   | Anciens ouvriers                                                                     |
| 8                                                             | Autres personnes sans activité professionnelle                | 81                                                                   | Chômeurs n’ayant jamais travaillé                                                    |
| 8                                                             | Autres personnes sans activité professionnelle                | 83                                                                   | Militaires du contingent                                                             |
| 8                                                             | Autres personnes sans activité professionnelle                | 84                                                                   | Élèves, étudiants                                                                    |
| 8                                                             | Autres personnes sans activité professionnelle                | 85                                                                   | Personnes diverses sans activité professionnelle de moins de 60 ans (sauf retraités) |
| 8                                                             | Autres personnes sans activité professionnelle                | 86                                                                   | Personnes diverses sans activité professionnelle de 60 ans et plus (sauf retraités)  |

### Description d’une profession
Les 486 professions qui composent la nomenclature sont des éclatements des 31 catégories socioprofessionnelles d’actifs (groupes 1 à 6). Une profession est définie par :
- un code composé de trois chiffres et une lettre en minuscule,
- un titre qui donne les informations générales sur les professions qui correspondent au code,
- un chapeau qui résume ce que contient la rubrique concernée et les fonctions exercées par les professions incluses,
- deux listes des principaux métiers et appellations correspondant à ce code PCS (typiques et assimilées),
- une liste des principales professions exclues avec des renvois vers la bonne rubrique,
- des indications entre chevrons qui précisent le statut et qui priment sur le titre et le chapeau.

## Grands clivages de la nomenclature des PCS

### Statut indépendant – salarié
On distingue d’abord deux groupes composés exclusivement d'indépendants : les agriculteurs exploitants et les artisans, commerçants et chefs d’entreprise. Les quatre groupes restants (3, 4, 5 et 6) sont composés principalement de salariés.
Par « indépendant », on entend toute personne établie à son compte qui dirige de droit une entreprise, ainsi que les aides familiaux non salariés. La personne concernée peut néanmoins occuper juridiquement une situation de salarié dans sa propre entreprise. Un indépendant peut avoir ou non des salariés.
Le groupe des « cadres et professions intellectuelles supérieures » est composé essentiellement de salariés. Cependant, l’une des catégories socioprofessionnelle (CS) qui le compose est la 31 : « professions libérales » qui est composée d’indépendants. Parmi les professions libérales il existe une profession qui contient des salariés : la 311c : « chirurgiens-dentistes (libéraux ou salariés).
Il existe quelques autres petites exceptions dans le reste de la nomenclature mais on retiendra que les groupes 3 à 6 sont essentiellement des groupes de salariés alors que les groupes 1 et 2 sont des groupes d’indépendants.

### Position professionnelle
Les quatre groupes de salariés sont partiellement hiérarchisés selon la qualification requise pour exercer les métiers qui les composent.
- D’abord le groupe 3 qui comprend les cadres, les ingénieurs, les professeurs de lycée général et au-delà, les catégories A de la fonction publique, les directeurs généraux et leurs adjoints directs.
- Ensuite le groupe 4 qui comprend les professions intermédiaires, les techniciens et techniciens administratifs, les agents de maîtrise, les contremaitres, les professeurs de lycée professionnel et en dessous, les infirmières, les assistantes sociales et les catégories B de la fonction publique.
- Enfin, le groupe 5 qui comprend les employés de bureau, de commerce et des services, les aides-soignants et les catégories C de la fonction publique. Au même niveau on trouve le groupe 6, composé des ouvriers hautement qualifiés, qualifiés, non qualifiés et des manœuvres.

## Clivages au niveau des catégories socioprofessionnelles

### Nature de l’employeur
Dans les groupes 3, 4 et 5, la nomenclature s’appuie sur la distinction entre public et privé. Ces trois groupes comprennent chacun une catégorie réservée aux fonctionnaires.
- 33 : « cadres de la fonction publique » ;
- 45 : « professions intermédiaires administratives de la fonction publique » ;
- 52 : « employés civils et agents de service de la fonction publique ».

Mais la séparation entre salariés du public et salariés du privé n’est pas systématique. Les rubriques d’infirmiers, d’aides-soignants et d’assistants sociaux, par exemple, comprennent les deux statuts. À quelques exceptions près, la distinction n’est pas non plus effectuée pour les techniciens (47), les agents de maîtrise (48) et les ouvriers (62 à 69).

### Qualification des ouvriers
Les ouvriers sont séparés selon deux critères : la qualification et la nature industrielle ou artisanale de leurs tâches. Dans les catégories 62 et 63, on classe les techniciens d’atelier, les ouvriers hautement qualifiés et les ouvriers qualifiés. Dans les catégories 67 et 68 on classe les ouvriers non qualifiés et les manœuvres.
Les domaines artisanal et industriel sont définis par extension. Mais pour résumer, l’exécution d’un travail de type industriel peut consister en la conduite, la surveillance, la préparation, le réglage, l’entretien d’installations industrielles, de machines, d’engins de génie civil ou de travail du béton. Les ouvriers de type artisanal exercent en principe un travail manuel et qui s’oppose au travail de type industriel.

### Hiérarchisation des indépendants
Pour les personnes à leur compte, c’est le nombre de salariés employés qui permet de classer. Soit un indépendant emploie 10 salariés ou plus et il est considéré comme chef d’entreprise ; soit il est considéré comme artisan, commerçant ou assimilé, suivant l’activité de l’entreprise qu’il dirige.
Les agriculteurs exploitants, quant à eux, sont hiérarchisés suivant la taille de leur exploitation. La « taille » est le croisement entre la surface agricole et l’orientation des productions. Un hectare de vigne n’a en effet pas la même valeur qu’un hectare de pommes de terre. On distingue ainsi les agriculteurs sur petite, moyenne ou grande exploitation.

## Autres clivages au niveau PCS

### Artisans, commerçants et chefs d’entreprise
Les artisans, les commerçants et les chefs d’entreprise de moins de 50 salariés sont classés suivant l’activité de l’établissement qu’ils dirigent.
Les exploitants de cafés, restaurant ou hôtel sont en plus distingués suivant qu’ils emploient entre 3 et 9 salariés.
Les chefs d’entreprise de plus de 10 salariés sont classés suivant la taille de l’entreprise : petite (49 salariés ou moins) ; moyenne (entre 50 et 499 salariés) ou grande (plus de 500 salariés).

### Cadres et techniciens d’entreprise ou de la fonction publique
Pour les cadres d’entreprise et les cadres de la fonction publique, il existe une PCS réservée aux cadres d’état-major. Elle regroupe les salariés dont les responsabilités sont particulièrement étendues, comme les directeurs généraux et leurs adjoints directs.
Les ingénieurs et les techniciens sont classés suivant leur fonction principale : production, recherche et développement, maintenance, logistique, etc. Ils sont aussi séparés suivant leur spécialité : agriculture, bâtiment, électricité, mécanique, etc.
Les cadres administratifs et financiers sont séparés suivant la taille de l’entreprise : cadres en grande entreprise ou cadre en PME.

### Aides familiaux non salariés
Les aides familiaux non salariés sont classés comme la personne qu’ils aident. Il y a trois exceptions :
- les aides de professions libérales (31),
- les aides d’artisans (21) qui réalisent un travail de secrétariat, de vente ou de comptabilité ;

qui sont classés dans des catégories réservées aux aides familiaux : la 219a et la 313a.

### Personnel de ménage et de nettoyage
Le personnel de ménage et de nettoyage (femmes de ménage, nettoyeurs, techniciens de surface, etc.) est classé suivant le lieu de travail : dans une école, dans un hôpital, chez un particulier, dans une entreprise industrielle, dans un café-restaurant ou dans un hôtel.

## Autour de la nomenclature des PCS

### Vieillissement de la nomenclature
Entre sa création en 1982, sa révision en 2003 et aujourd’hui, beaucoup de choses ont changé en France. La nomenclature ne rend plus bien compte de certains aspects de l’organisation du travail actuelle.
Des statuts ont évolué dans la fonction publique. Le corps des catégories D a été mis en extinction et les PCS prévues pour leur classement tombent peu à peu en désuétude. De même le corps des instituteurs a été mis en extinction. Plusieurs métiers qui relevaient auparavant de la catégorie B ou assimilée relèvent désormais de la catégorie A : les professeurs des écoles, les puéricultrices, les sages-femmes, une partie des infirmiers, les lieutenants et capitaines de police…
Les salariés de France Télécom, de la Poste et de l’ANPE sont classés dans des professions proches de celles des fonctionnaires dans la nomenclature (révisée en 2003). Cela a moins de sens depuis la privatisation de France Télécom en 2004 ; la création de la Banque postale en 2006 et la création du Pôle emploi par fusion entre l’ANPE et les Assédic en 2008.

### Autres nomenclatures de professions
Il existe d’autre nomenclatures utilisées pour étudier les professions. La nomenclature des PCS s’articule plus ou moins bien avec elles :
- Le répertoire opérationnel des métiers et des emplois (ROME), géré par Pôle emploi ;
- Les familles professionnelles gérées par la direction de l’animation de la recherche, des études et des statistiques (Dares) ;
- La nomenclature dite « Chardon » gérée par l’Insee et qui fait simplement apparaître un groupe d’employés non qualifiés dans la PCS ;
- La PCS pour les emplois salariés d’entreprise (PCS-ESE), gérée par l’Insee et qui est un éclatement de certaines professions salariées. Cette nomenclature est utilisée par les employeurs pour les déclarations annuelles de données sociales (DADS), les déclarations obligatoires d’emploi des travailleurs handicapés (DOETH), les déclarations mensuelle de mouvements de main-d’œuvre (DMMO) et les enquêtes sur les mouvements de main-d’œuvre ;
- La classification internationale type des professions (CITP ou ISCO en anglais) gérée par le bureau international du travail. C’est une nomenclature internationale dont la dernière révision date de 2008. Elle est utilisée — notamment par Eurostat et l’OCDE — pour réaliser des comparaisons entre pays ;
- Il existe aussi un niveau intermédiaire entre les 6 groupes sociaux et les 31 CS d’actifs. Ce niveau « de diffusion courante » comporte 18 catégories pour les actifs et est une agrégation de quelques CS existantes[10]. Par exemple, le 37 : « Cadres administratifs et commerciaux d’entreprise » et le 38 : « Ingénieurs et cadres techniques d’entreprise » sont regroupés en 36 : « Cadres d’entreprise ».

## Nomenclature socio-professionnelle commune aux pays de l'Union européenne
Un débat, ouvert au sein d'Eurostat, depuis les années 1990, sur la pertinence d'une nomenclature socioéconomique commune à l'ensemble des pays européens, a conduit, en 2006 au projet European Socioeconomic Classification (ESeC). En 2018 les différences d'analyses sont importantes entre les pays : d'une étude publiée en 2018, comparant les logiques de catégorisation en France, en Allemagne et en Espagne il ressort qu’en France c'est la qualification et le statut d’emploi qui apparaissent déterminants, alors qu'en Allemagne c’est avant tout la détention ou non d’un diplôme professionnel qui ordonne les classements et en Espagne c'est le niveau de formation qui est central.